# Nicola Mora
Nicola Mora (Parma, 13 luglio 1979) è un ex calciatore italiano, di ruolo difensore o centrocampista.

## Biografia
È il cognato di Emanuele Calaiò in quanto sposato con Flaminia Del Deo, sorella di Federica, moglie, quest'ultima, del calciatore palermitano.

## Caratteristiche tecniche
Terzino sinistro, all'occorrenza poteva adattarsi ad esterno di centrocampo.

## Carriera

### Club

#### Inizi
Cresce calcisticamente nelle giovanili del Parma, squadra della sua città natale. Esordisce in Serie A il 15 febbraio 1998 in Udinese-Parma (1-1), subentrando al 36' della ripresa a Néstor Sensini, e fa il suo debutto dal primo minuto il 12 aprile 1998 in Parma-Napoli (3-1), giocando tutti i 90'. Chiude la stagione con tre presenze.

#### I prestiti a Napoli e Torino
La stagione seguente viene ceduto in prestito al Napoli, in Serie B. Esordisce con i partenopei il 12 settembre 1998 nella trasferta vinta contro il Pescara (0-1), subentrando a partita in corso a Angelo Paradiso., e segna la sua prima rete da professionista il 16 maggio 1999 contro il Lecce (2-2). Chiude la stagione con 23 presenze e 1 rete. Il prestito viene rinnovato anche per la stagione seguente, al termine della quale non viene riscattato, rientrando a Parma.
La stagione seguente passa in comproprietà al Torino, in Serie B, per 2 miliardi di lire. Esordisce in campionato il 10 settembre 2000 nella trasferta pareggiata contro la Pistoiese (1-1), giocando titolare. Segna la sua prima rete alla 25ª giornata, realizzando il goal vittoria contro il Monza (2-1), e chiude la stagione con 11 presenze e 1 rete.

#### Piacenza, Bari e il ritorno a Napoli
Riscattato dal Parma, il 7 luglio 2001 passa con la formula della comproprietà al Piacenza, in Serie A. Debutta con gli emiliani il 23 settembre 2001 nella trasferta persa contro il Chievo (4-2), subentrando al 19' della ripresa a Vittorio Tosto. Chiude la stagione con 15 presenze, e il 21 giugno 2002 passa in comproprietà al Bari, in Serie B.
Esordisce con i Galletti il 18 agosto 2002 contro il Cosenza, totalizzando 24 presenze in campionato. Il 27 giugno 2003 la comproprietà è risolta a favore del Bari.
L'11 settembre 2004 fa ritorno al Napoli, in Serie C1, con la formula del prestito con diritto di riscatto. Esordisce in campionato il 12 settembre 2004 in Napoli-Vis Pesaro (1-0), giocando titolare, e chiude l'annata con 30 presenze; a fine stagione non viene riscattato, facendo rientro a Bari.

#### Pescara, Foggia e Grosseto
Il 15 gennaio 2007 passa in prestito secco al Pescara.
Esordisce con gli abruzzesi cinque giorni dopo nella trasferta persa contro il Brescia, giocando titolare. Al termine della stagione fa registrare un totale di 16 presenze, non riuscendo a impedire la retrocessione dei biancoazzurri. A fine stagione resta svincolato, e il 2 agosto 2007 firma un contratto annuale con il Foggia, in Serie C1.
Esordisce con i pugliesi il 26 agosto 2007 contro il Legnano (0-0), giocando titolare., e realizza la sua prima rete la settimana seguente nella sconfitta esterna contro il Sassuolo (4-2), con una punizione a giro. Chiude la stagione con 26 presenze e 1 rete, restando nuovamente svincolato a fine stagione.
Il 29 giugno 2008 passa a parametro zero al Grosseto. Debutta con i toscani il 17 agosto in Grosseto-Cavese, valida per il secondo turno di Coppa Italia, realizzando la rete del definitivo 4-2. Esordisce in campionato il 30 agosto contro il Pisa, giocando titolare e venendo sostituito al 55' da Flavio Lazzari. Segna il suo primo goal in campionato alla nona giornata in Grosseto-Salernitana (6-2), sfruttando un cross dalla destra di Garofalo.
Chiude la stagione con 31 presenze e 2 reti, inclusi i play-off persi in semifinale contro il Livorno. Disputa con i biancorossi anche le due successive stagioni.

#### Spezia
Rimasto svincolato, il 23 novembre 2011 firma un contratto annuale con lo Spezia con opzione per il prolungamento in caso di promozione. Esordisce con i liguri il 12 dicembre in Spezia-Triestina (1-1), giocando titolare. Chiude la stagione con 15 presenze, contribuendo alla promozione in Serie B dei liguri. Il 10 settembre 2012 rescinde il suo contratto con lo Spezia.

#### Il ritorno in Campania e il ritiro
Il 18 settembre 2012 viene ingaggiato dall'Ischia Isolaverde, in Serie D. Esordisce con i campani il 18 novembre 2012 in Pomigliano-Ischia Isolaverde (0-1), subentrando al 79' al posto di Massimo Perna e il 27 gennaio 2013, in occasione della gara con il Potenza, gioca la sua prima gara da titolare. Segna su punizione la prima rete con la maglia dell'Ischia a Francavilla in Sinni contro la formazione locale, alla quartultima di campionato, replicando all'iniziale vantaggio dei padroni di casa. Con la formazione campana vince il campionato e lo Scudetto Dilettanti, venendo confermato anche per la stagione successiva in Lega Pro Seconda Divisione dove debutta in occasione della prima gara di campionato giocata a Messina contro la formazione locale, entrando al '39 s.t. al posto di Crescenzo Liccardo.
Il 28 gennaio 2014 si trasferisce a titolo definitivo all'Arzanese, sempre nel campionato di Lega Pro Seconda Divisione. Con la formazione campana totalizza 10 presenze in campionato, e la squadra retrocede a seguito dei play-out. Nel settembre 2014 passa alla Frattese, militante nel campionato di Serie D; l'anno successivo scende in Eccellenza con il Real Forio.
Il 29 aprile 2017 annuncia il ritiro dall'attività agonistica.

### Nazionale
Ha esordito con gli azzurrini il 28 marzo 2000 nell'amichevole persa contro la Spagna (3-0), giocando titolare. In totale conta 5 presenze con gli azzurrini. In precedenza aveva disputato tre incontri con l'Under-20.

### Calcioscommesse
Coinvolto nel calcioscommesse, il 31 maggio 2012 patteggiando viene squalificato per 4 mesi, per omessa denuncia.

## Statistiche

### Presenze e reti nei club
Statistiche aggiornate al 4 maggio 2015.
| Stagione                 | Squadra                  | Campionato               | Campionato | Campionato | Coppe nazionali | Coppe nazionali | Coppe nazionali | Coppe continentali | Coppe continentali | Coppe continentali | Altre coppe | Altre coppe | Altre coppe | Totale | Totale |
| Stagione                 | Squadra                  | Comp                     | Pres       | Reti       | Comp            | Pres            | Reti            | Comp               | Pres               | Reti               | Comp        | Pres        | Reti        | Pres   | Reti   |
| ------------------------ | ------------------------ | ------------------------ | ---------- | ---------- | --------------- | --------------- | --------------- | ------------------ | ------------------ | ------------------ | ----------- | ----------- | ----------- | ------ | ------ |
| 1996-1997                | Parma                    | A                        | 0          | 0          | CI              | 0               | 0               | CU                 | 0                  | 0                  | -           | -           | -           | 0      | 0      |
| 1997-1998                | Parma                    | A                        | 3          | 0          | CI              | 0               | 0               | UCL                | 0                  | 0                  | -           | -           | -           | 3      | 0      |
| Totale Parma             | Totale Parma             | Totale Parma             | 3          | 0          |                 | 0               | 0               |                    | 0                  | 0                  |             | -           | -           | 3      | 0      |
| 1998-1999                | Napoli                   | B                        | 23         | 1          | CI              | 0               | 0               | -                  | -                  | -                  | -           | -           | -           | 23     | 1      |
| 1999-2000                | Napoli                   | B                        | 24         | 1          | CI              | 6               | 0               | -                  | -                  | -                  | -           | -           | -           | 30     | 1      |
| 2000-2001                | Torino                   | B                        | 11         | 1          | CI              | 5               | 0               | -                  | -                  | -                  | -           | -           | -           | 16     | 1      |
| 2001-2002                | Piacenza                 | A                        | 15         | 0          | CI              | 3               | 0               | -                  | -                  | -                  | -           | -           | -           | 18     | 0      |
| 2002-2003                | Bari                     | B                        | 24         | 0          | CI              | 6               | 1               | -                  | -                  | -                  | -           | -           | -           | 30     | 1      |
| 2003-2004                | Bari                     | B                        | 39+1       | 0          | CI              | 0               | 0               | -                  | -                  | -                  | -           | -           | -           | 40     | 0      |
| 2004-2005                | Napoli                   | C1                       | 28+2       | 0          | -               | -               | -               | -                  | -                  | -                  | -           | -           | -           | 30     | 0      |
| Totale Napoli            | Totale Napoli            | Totale Napoli            | 75+2       | 2          |                 | 6               | 0               |                    | -                  | -                  |             | -           | -           | 83     | 2      |
| 2005-2006                | Bari                     | B                        | 19         | 0          | CI              | 5               | 1               | -                  | -                  | -                  | -           | -           | -           | 24     | 1      |
| 2006-gen. 2007           | Bari                     | B                        | 4          | 0          | CI              | 1               | 0               | -                  | -                  | -                  | -           | -           | -           | 5      | 0      |
| Totale Bari              | Totale Bari              | Totale Bari              | 86+1       | 0          |                 | 12              | 2               |                    | -                  | -                  |             | -           | -           | 99     | 2      |
| gen.-giu. 2007           | Pescara                  | B                        | 16         | 0          | CI              | -               | -               | -                  | -                  | -                  | -           | -           | -           | 16     | 0      |
| 2007-2008                | Foggia                   | C1                       | 26+2       | 1          | CI-C            | 2               | 1               | -                  | -                  | -                  | -           | -           | -           | 30     | 1      |
| 2008-2009                | Grosseto                 | B                        | 27+2       | 2          | CI              | 2               | 1               | -                  | -                  | -                  | -           | -           | -           | 31     | 3      |
| 2009-2010                | Grosseto                 | B                        | 35         | 1          | CI              | 2               | 0               | -                  | -                  | -                  | -           | -           | -           | 37     | 1      |
| 2010-2011                | Grosseto                 | B                        | 35         | 3          | CI              | 2               | 0               | -                  | -                  | -                  | -           | -           | -           | 37     | 3      |
| Totale Grosseto          | Totale Grosseto          | Totale Grosseto          | 99+2       | 6          |                 | 6               | 1               |                    | -                  | -                  |             | -           | -           | 107    | 7      |
| nov. 2011-2012           | Spezia                   | 1D                       | 15         | 0          | CI+CI-LP        | 0+1             | 0               | -                  | -                  | -                  | SL-PD       | 1           | 0           | 17     | 0      |
| ago.-set. 2012           | Spezia                   | B                        | 0          | 0          | CI              | 0               | 0               | -                  | -                  | -                  | -           | -           | -           | 0      | 0      |
| Totale Spezia            | Totale Spezia            | Totale Spezia            | 15         | 0          |                 | 1               | 0               |                    | -                  | -                  |             | 1           | 0           | 17     | 0      |
| set. 2012-2013           | Ischia Isolaverde        | D                        | 8          | 1          | CI-D            | 0               | 0               | -                  | -                  | -                  | -           | -           | -           | 8      | 1      |
| 2013-gen. 2014           | Ischia Isolaverde        | 2D                       | 11         | 2          | CI-LP           | 3               | 0               | -                  | -                  | -                  | -           | -           | -           | 14     | 2      |
| Totale Ischia Isolaverde | Totale Ischia Isolaverde | Totale Ischia Isolaverde | 19         | 3          |                 | 3               | 0               |                    | -                  | -                  |             | -           | -           | 22     | 3      |
| gen.-giu. 2014           | Arzanese                 | 2D                       | 10+3       | 0          | CI-LP           | -               | -               | -                  | -                  | -                  | -           | -           | -           | 13     | 0      |
| 2014-2015                | Frattese                 | D                        | 26         | 0          | CI-D            | 0               | 0               | -                  | -                  | -                  | -           | -           | -           | 26     | 0      |
| Totale carriera          | Totale carriera          | Totale carriera          | 398+10     | 13         |                 | 38              | 4               |                    | 0                  | 0                  |             | 1           | 0           | 447    | 17     |

## Palmarès
- Lega Pro Prima Divisione: 1

Spezia: 2011-2012
- Coppa Italia Lega Pro: 1

Spezia: 2011-2012
- Supercoppa di Lega di Prima Divisione: 1

Spezia: 2012
- Serie D: 1

Ischia Isolaverde: 2012-2013
- Scudetto Dilettanti: 1

Ischia Isolaverde: 2012-2013